# Campbell Park
Campbell Park est une paroisse civile du Buckinghamshire, en Angleterre.